# My Church
My Chuch è un singolo della cantautrice statunitense Maren Morris, pubblicato nel 2016 ed estratto dall'album Hero. Il brano ha vinto come Best Country Solo Performance ai Grammy Awards del 2017 ed è stato nominato nella categoria Best Country Song.
Secondo la Columbia Nashville, stando al 2019, la canzone ha stabilito un record come la canzone suonata dal maggior numero di stazioni radio in assoluto per un singolo di debutto nella sua prima settimana, con 107 stazioni, battendo il precedente record di 99.

## Descrizione
La "chiesa" nella canzone è usata dal narratore in senso figurato per descrivere la sua auto quando suona la musica sulla radio FM Highway mentre guida. La canzone si riferisce all'ascolto di icone della campagna come Johnny Cash e Hank Williams raccontando la "semplice gioia che si prova alzando il volume, abbassando i finestrini e cantando insieme alla radio a 65 miglia all'ora [105 km/h]". La cantante vuole quindi celebrare la sua rinascita tramite la musica come un tempio dedicato a Dio.

## Accoglienza
Billy Dukes di Taste of Country afferma "è un mix di Amy Winehouse, Little Big Town e Pulp Fiction. Splendide immagini e idee girano intorno alla strumentazione... Un po' di dolcezza filtra attraverso soul e blues". Rolling Stone ha nominato "My Church" una delle 30 migliori canzoni della prima metà del 2016: "Onorare la tradizione, questo gioioso sottofondo pop continua ad andare avanti."
Billboard, inserendola tra le migliori canzoni pop del 2016, dichiara"Parlando di trovare la tua religione: Su questa innegabile ballata, la più calda novità del 2016, ci porta in chiesa attraverso questa lettera d'amore a guidare con le finestre abbassate, mentre la radio country predica. Adeguatamente, ha navigato Billboard's Country Airplay chart di Billboard per 22 settimane, guadagnando anche alla Morris un viaggio nella top 10. Non è una brutta benedizione per il tuo primo singolo della major-label".

## Tracce
- Download digitale

1. My Church – 3:17